# Kolf (vuurwapen)

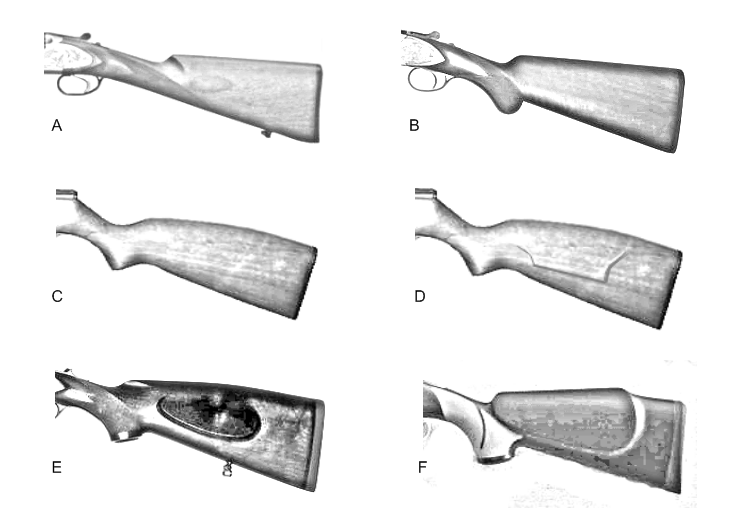
Verschillende kolfvormen bij jachtwapens. Van boven naar beneden:
A. Engelse kolf
B. Pistoolkolf
C. Varkensrug
D. Varkensrug met Beierse wangstukken
E. Varkensrug met wangstukken
F. Monte Carlo-kolf

Een kolf is een onderdeel van een vuurwapen en wordt bij het schieten tegen de schouder gehouden. Op die manier wordt de terugstoot die door het afvuren van het wapen wordt ontwikkeld door de schouder opgevangen.

Behalve voor het opvangen van de terugslag wordt een kolf ook gebruikt om het schieten te vergemakkelijken, daarom zie je ook een kolf op de meeste kruisbogen.
Het komt bij veel vuurwapens voor dat de kolf inklapbaar is. Dat komt doordat een wapen vaak lang is en daarmee ook onhandig voor luchtlandingstroepen, die hun wapen mee moeten nemen op het vliegtuig en daar uit een vaak zeer kleine opening moeten springen. Door de kolf van hun wapen in te klappen sparen deze mensen al heel wat ruimte uit.